# 菱田町
菱田町（ひしだまち）は、福島県郡山市に所在する町丁である。郵便番号は963-8821。

## 地理
郡山市役所本庁所管地域である市街中心部に属する。北で松木町、東で昭和、南から南西にかけ小原田、北東でJR東北本線線路敷地に残された旧来の字（境橋、八ツ橋、古舘町、古舘）を挟み栄町とそれぞれ隣接する。郡山駅東側の市街地中部に位置し、住居表示が実施されている。東北本線と東北新幹線線路に挟まれた郡山総合車両センターの敷地がほぼすべてを占める。堤下町に所在する郡山警察署古舘交番、および堂前町に所在する郡山消防署本署がそれぞれ管轄にあたる。

## 世帯数と人口
世帯数、人口は極めて少ないため公表されていない。

## 小・中学校の学区
市立小・中学校に通う場合、学区は以下の通りとなる。
| 番地 | 小学校               | 中学校               |
| ---- | -------------------- | -------------------- |
| 全域 | 郡山市立小原田小学校 | 郡山市立小原田中学校 |

## 交通

### 鉄道
JR
- 東北本線
- 東北新幹線

### 道路
- 福島県道355号須賀川二本松線（旧奥州街道）

## 施設等
- JR東日本郡山総合車両センター
  - 一本杉神社
- 菱田公園